# Шахтаум
Шахтаум (рос. Шахтаум) — станція Тиндинського регіону Далекосхідної залізниці Росії, розташована на дільниці Тинда — рзд Бестужево між станціями Тинда (відстань — 12 км) і роз'їздом Бестужево (15 км).